# The Love Trap
The Love Trap er en amerikansk stumfilm fra 1923 af John Ince.

## Medvirkende
- Bryant Washburn som Martin Antrim
- Mabel Forrest som Joyce Lyndon
- Wheeler Oakman som Grant Garrison
- Kate Lester som Mrs. Lyndon
- Mabel Trunnelle som Rosalie
- William Irving som Freddie Rivers